# Derecho probatorio
El derecho probatorio es aquella rama del Derecho que se ocupa de la fijación, evaluación, práctica y examen de las pruebas en un Proceso para crear en el Juez una convicción de certeza respecto de la causa a juzgar.
Regula la producción, incorporación, admisión, trámite, práctica, evaluación, igual que la función de esas normas con respecto a la prueba. Depende del sistema, no hay otra forma de acceder al conocimiento, existen sólo dos hasta el momento:
- 1. Contacto directo con el objeto de conocimiento
- 2. Conocimiento derivado: llega en forma indirecta, transmitido a través de diferentes medios, necesariamente tenemos que hablar de pruebas, el conocimiento directo podrá argumentarse o da prueba a otros, pero no se lo puede probar porque el conocimiento directo implica todo un proceso en virtud del cual se crea un desfase del acontecimiento ocurrido y la verbalización de la idea que le trae la evocación.